# Liste der Staatskrebstiere der Bundesstaaten der Vereinigten Staaten
Dies ist eine Liste der offiziellen Staatskrebstiere der Bundesstaaten der Vereinigten Staaten. Diese Krebstiere gelten als bundesstaatliche Wahrzeichen in den jeweiligen Bundesstaaten der Vereinigten Staaten
| Bundesstaat | Abbildung | Deutscher Name                  | Wissenschaftliche Bezeichnung | Jahr |
| ----------- | --------- | ------------------------------- | ----------------------------- | ---- |
| Louisiana   |           | Roter Amerikanischer Sumpfkrebs | (Procambarus clarkii)         | 1983 |
| Maine       |           | Amerikanischer Hummer           | (Homarus americanus)          | 2016 |
| Maryland    |           | Blaukrabbe                      | (Callinectes sapidus)         | 1989 |
| Oregon      |           |                                 | (Metacarcinus magister)       | 2009 |

## Weblink
- Übersicht über die Staatskrebstiere der einzelnen Bundesstaaten der USA (engl.)